# ميخائيل جي. كينيدي
ميخائيل جي. كينيدي هو سياسي أمريكي، ولد في 25 أكتوبر 1897 في نيويورك في الولايات المتحدة، وتوفي في 1 نوفمبر 1949. نشط حزبياً في الحزب الديمقراطي. وقد انتخب عضو مجلس النواب الأمريكي ‏.